# Zilte schijnspurrie
Zilte schijnspurrie (Spergularia salina) is een meestal eenjarige zoutminnende plant uit de anjerfamilie (Caryophyllaceae).
Zilte schijnspurrie lijkt sterk op de gerande schijnspurrie. De plant wordt 5 tot 15 cm hoog, de bloemen zijn 6 tot 8 mm breed, tweekleurig donkerroze en wit gekleurd en bezitten in de regel vijf of minder meeldraden, vaak met een of twee onvruchtbare. De plant is makkelijk uit de grond te trekken terwijl de gerande schijnspurrie aan de voet vaak verhout is, waardoor dit minder makkelijk gaat.
De bloeitijd is van mei tot september.
Zilte schijnspurrie komt overal ter wereld voor in kustgebieden met een gematigd tot subarctisch klimaat. Men treft de soort daar hoofdzakelijk aan op kale plekken in zilte terreinen, waarvan de bodem door betreding of door waterstandsschommelingen verdicht is.

## Plantengemeenschap
Zilte schijnspurrie is een naamgevende kensoort voor het verbond van stomp kweldergras (Puccinellio-Spergularion salinae), een groep van plantengemeenschappen van zilte tot brakke bodems met sterk schommelende omstandigheden.

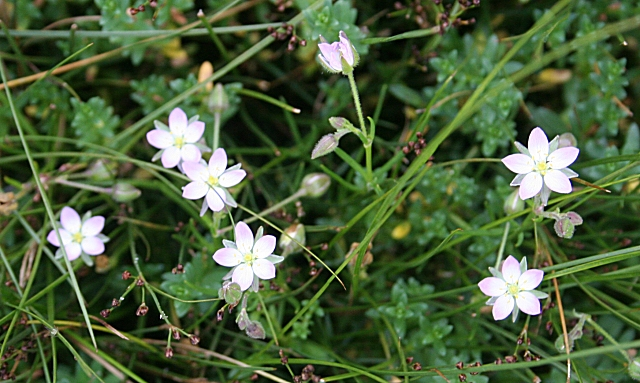
habitus